# Domingo García (futebolista)
Domingo García (1904 - data de morte desconhecida) foi um futebolista peruano. Ele competiu na Copa do Mundo FIFA de 1930, sediada no Uruguai, na qual a seleção de seu país terminou na décima colocação dentre os treze participantes.